# Allopauropus humilis
Allopauropus humilis är en mångfotingart som beskrevs av Paul Auguste Remy 1945. Allopauropus humilis ingår i släktet småfåfotingar, och familjen fåfotingar. Inga underarter finns listade i Catalogue of Life.